# Słownik biograficzny historyków łódzkich
Słownik biograficzny historyków łódzkich – słownik zawierający biogramy nieżyjących (przed 2000 rokiem) polskich historyków związanych z akademickim ośrodkiem łódzkim. Autorami są wykładowcy Instytutu Historii Uniwersytetu Łódzkiego: Jarosław Kita i Rafał Stobiecki. Praca ukazała się w roku 2000 nakładem Wydawnictwa Ibidem. Uwzględniono w nim badaczy, dydaktyków i popularyzatorów, a także twórców różnych form eseistyki, historiozofii i publicystyki historycznej. Teksty haseł zawierają oprócz życiorysu zwięzłą charakterystykę twórczości oraz bibliografię.